# Dorylus kohli
Dorylus kohli är en myrart som beskrevs av Erich Wasmann 1904. Dorylus kohli ingår i släktet Dorylus och familjen myror.

## Underarter
Arten delas in i följande underarter:
- D. k. chapini
- D. k. frenisyi
- D. k. indocilis
- D. k. kohli
- D. k. langi
- D. k. militaris
- D. k. minor
- D. k. victoriae